# Trượt tuyết băng đồng tại Thế vận hội Mùa đông 2006
Trượt tuyết băng đồng tại Thế vận hội Mùa đông 2006 (cross-country skiing) được tổ chức từ 11 đến 26 tháng 2 năm 2006 tại Pragelato Plan ở Torino. Có tất cả 12 bộ môn được thi đấu cho cả hai phái nam và nữ.

## Bảng huy chương
|    | Quốc gia     | Vàng | Bạc | Đồng | Tổng |
| -- | ------------ | ---- | --- | ---- | ---- |
| 1  | Thụy Điển    | 3    | 0   | 2    | 5    |
| 2  | Estonia      | 3    | 0   | 0    | 3    |
| 3  | Nga          | 2    | 2   | 3    | 7    |
| 4  | Ý            | 2    | 0   | 2    | 4    |
| 5  | Cộng hoà Séc | 1    | 2   | 0    | 3    |
| 6  | Canada       | 1    | 1   | 0    | 2    |
| 7  | Đức          | 0    | 3   | 1    | 4    |
| 7  | Na Uy        | 0    | 3   | 1    | 4    |
| 9  | Pháp         | 0    | 1   | 0    | 1    |
| 10 | Áo           | 0    | 0   | 1    | 1    |
| 10 | Ba Lan       | 0    | 0   | 1    | 1    |
| 10 | Phần Lan     | 0    | 0   | 1    | 1    |
|    | Tổng cộng    | 12   | 12  | 12   | 36   |

## Nam
|   | Huy chương | Vận động viên                | Thời giờ  |
| - | ---------- | ---------------------------- | --------- |
| 1 | Vàng       | Eugeni Dementiev (Nga)       | 1:17:00,8 |
| 2 | Bạc        | Frode Estil (Na Uy)          | + 0,6     |
| 3 | Đồng       | Pietro Piller Cottrer (Ý)    | + 0,9     |
| 4 |            | Giorgi Di Centa (Ý)          | + 2,4     |
| 5 |            | Anders Södergren (Thụy Điển) | + 3,5     |
| 6 |            | Vincent Vittoz (Pháp)        | + 6,7     |
| 7 |            | Mikhail Botwinov (Áo)        | + 7,7     |
| 8 |            | Martin Bajcicak (Slovakia)   | + 7,9     |

|   | Huy chương | Vận động viên              | Thời giờ |
| - | ---------- | -------------------------- | -------- |
| 1 | Vàng       | Andrus Veerpalu (Estonia)  | 38:01,3  |
| 2 | Bạc        | Lukas Bauer (Cộng hòa Séc) | + 14,5   |
| 3 | Đồng       | Tobias Angerer (Đức)       | + 19,2   |
| 4 |            | Vassili Rotchev (Nga)      | + 23,1   |
| 5 |            | Jaak Mae (Estonia)         | + 33,9   |
| 6 |            | Johan Olsson (Thụy Điển)   | + 37,5   |
| 7 |            | Andreas Schlütter (Đức)    | + 43,4   |
| 8 |            | Martin Tauber (Áo)         | + 48,2   |

|           | Huy chương | Vận động viên                   | Thời giờ  |
| Chung kết | Chung kết  | Chung kết                       | Chung kết |
| --------- | ---------- | ------------------------------- | --------- |
| 1         | Vàng       | Björn Lind (Thụy Điển)          | 2:26,5    |
| 2         | Bạc        | Roddy Darragon (Pháp)           | + 0,6     |
| 3         | Đồng       | Thobias Fredriksson (Thụy Điển) | + 1,3     |
| 4         |            | Cristian Zorzi (Ý)              | + 5,2     |
| Sắp hạng  |            |                                 |           |
| 5         |            | Freddy Schwienbacher (Ý)        | 2:23,9    |
| 6         |            | Loris Frasnelli (Ý)             | + 1,3     |
| 7         |            | Johan Kjølstad (Na Uy)          | + 1,7     |
| 8         |            | Anti Saarepuu (Estonia)         | + 4,0     |

|   | Huy chương | Vận động viên                                     | Thời giờ |
| - | ---------- | ------------------------------------------------- | -------- |
| 1 | Vàng       | Thobias Fredriksson, Björn Lind (Thụy Điển)       | 17:02,9  |
| 2 | Bạc        | Jens Arne Svartedal, Tor Arne Hetland (Na Uy)     | + 0,6    |
| 3 | Đồng       | Ivan Alypov, Vassili Rotchev (Nga)                | + 2,3    |
| 4 |            | Jens Filbrich, Andreas Schlütter (Đức)            | + 11,1   |
| 5 |            | Keijo Kurttila, Lauri Pyykonen (Phần Lan)         | + 18,6   |
| 6 |            | Nikolay Chebotko, Yevgeniy Koschevoy (Kazahkstan) | + 22,2   |
| 7 |            | Maciej Kreczmer, Janusz Krężelok (Ba Lan)         | + 23,4   |
| 8 |            | Martin Bajčičák, Ivan Bátory (Slovakia)           | + 28,0   |

### 4 × 10 km
|   | Huy chương | Vận động viên                                                                      | Thời giờ  |
| - | ---------- | ---------------------------------------------------------------------------------- | --------- |
| 1 | Vàng       | Fulvio Valbusa, Giorgio Di Centa, Pietro Piller Cottrer, Cristian Zorzi (Ý)        | 1:43:45,7 |
| 2 | Bạc        | Andreas Schlütter, Jens Filbrich, René Sommerfeldt, Tobias Angerer (Đức)           | + 15,7    |
| 3 | Đồng       | Mats Larsson, Johan Olsson, Andreas Södergren, Mathias Fredriksson (Thụy Điển)     | + 16,0    |
| 4 |            | Christophe Perrillat, Alexandre Rousselet, Emmanuel Jonnier, Vincent Vittoz (Pháp) | + 37,1    |
| 5 |            | Jens Arne Svartedal, Odd Bjørn Hjelmeset, Frode Estil, Tore Ruud Hofstad (Na Uy)   | + 1:10,6  |
| 6 |            | Serguei Novikov, Vassili Rotchev, Ivan Alypov, Eugeni Dementiev (Nga)              | + 1:24,2  |
| 7 |            | Reto Burgermeister, Christian Stebler, Toni Livers, Remo Fischer (Thụy Sĩ)         | + 1:25,2  |
| 8 |            | Aivar Rehemaa, Andrus Veerpalu, Jaak Mae, Kaspar Kokk (Estonia)                    | + 1:38,1  |

### 50 km
|   | Huy chương | Vận động viên                | Thời giờ  |
| - | ---------- | ---------------------------- | --------- |
| 1 | Vàng       | Giorgio Di Centa (Ý)         | 2:06:11,8 |
| 2 | Bạc        | Eugeni Dementiev (Nga)       | 2:06:12,6 |
| 3 | Đồng       | Mikhaïl Botvinov (Áo)        | 2:06:12,7 |
| 4 |            | Emmanuel Jonnier (Pháp)      | 2:06:13,5 |
| 5 |            | Pietro Piller Cottrer (Ý)    | 2:06:14,0 |
| 6 |            | Anders Södergren (Thụy Điển) | 2:06:14,1 |
| 7 |            | Martin Koukal (Cộng hoà Séc) | 2:06:14,9 |
| 8 |            | Jiri Magal (Cộng hoà Séc)    | 2:06:15,1 |

## Nữ
|   | Huy chương | Vận động viên                      | Thời giờ |
| - | ---------- | ---------------------------------- | -------- |
| 1 | Vàng       | Kristina Šmigun (Estonia)          | 42:48,7  |
| 2 | Bạc        | Kateřina Neumannová (Cộng hòa Séc) | + 1,9    |
| 3 | Đồng       | Evgenia Medvedeva-Abruzova (Nga)   | + 14,5   |
| 4 |            | Kristin Størmer Steira (Na Uy)     | + 18,1   |
| 5 |            | Gabriella Paruzzi (Ý)              | + 30,2   |
| 6 |            | Beckie Scott (Canada)              | + 31,9   |
| 7 |            | Olga Saviola (Nga)                 | + 35,0   |
| 8 |            | Justyna Kowalczyk (Ba Lan)         | + 36,9   |

|   | Huy chương | Vận động viên                      | Thời giờ |
| - | ---------- | ---------------------------------- | -------- |
| 1 | Vàng       | Kristina Šmigun (Estonia)          | 27:51,4  |
| 2 | Bạc        | Marit Bjørgen (Na Uy)              | + 21,3   |
| 3 | Đồng       | Hilde Pedersen (Na Uy)             | + 22,6   |
| 4 |            | Kristin Størmer Steira (Na Uy)     | + 29,6   |
| 5 |            | Kateřina Neumannová (Cộng hòa Séc) | + 30,8   |
| 6 |            | Petra Majdic (Slovakia)            | + 30,9   |
| 7 |            | Aino Kaisa Saarinen (Phần Lan)     | + 38,2   |
| 8 |            | Sara Renner (Canada)               | + 41,6   |

|           | Huy chương | Vận động viên             | Thời giờ  |
| Chung kết | Chung kết  | Chung kết                 | Chung kết |
| --------- | ---------- | ------------------------- | --------- |
| 1         | Vàng       | Chandra Crawford (Canada) | 2:12,3    |
| 2         | Bạc        | Claudia Künzel (Đức)      | + 0,7     |
| 3         | Đồng       | Alena Sidko (Nga)         | + 0,9     |
| 4         |            | Beckie Scott (Canada)     | + 2,4     |
| Sắp hạng  |            |                           |           |
| 5         |            | Virpi Kuitunen (Phần Lan) | 2:18,1    |
| 6         |            | Ella Gjømle (Na Uy)       | + 0,1     |
| 7         |            | Arianna Follis (Ý)        | + 2,2     |
| 8         |            | Petra Majdic (Slovakia)   | + 3,4     |

|   | Huy chương | Vận động viên                                  | Thời giờ |
| - | ---------- | ---------------------------------------------- | -------- |
| 1 | Vàng       | Anna Dahlberg, Lina Andersson (Thụy Điển)      | 16:36,9  |
| 2 | Bạc        | Sara Renner, Beckie Scott (Canada)             | + 0,6    |
| 3 | Đồng       | Aino Kaisa Saarinen, Virpi Kuitunen (Phần Lan) | + 2,3    |
| 4 |            | Ella Gjømle, Marit Bjørgen (Na Uy)             | + 11,2   |
| 5 |            | Evi Sachenbacher-Stehle, Viola Bauer (Đức)     | + 26,6   |
| 6 |            | Olga Moskalenko-Rotcheva, Alena Sidko (Nga)    | + 31,6   |
| 7 |            | Arianna Follis, Gabriella Paruzzi (Ý)          | + 47,9   |
| 8 |            | Natsumi Madoka, Fukuda Nobuko (Nhật Bản)       | + 50,7   |

### 4 × 5 km
|   | Huy chương | Vận động viên                                                                                   | Thời giờ |
| - | ---------- | ----------------------------------------------------------------------------------------------- | -------- |
| 1 | Vàng       | Natalia Baranova-Masolkina, Larisa Kurkina, Julija Tchepalova, Evgenia Medvedeva-Abruzova (Nga) | 54:47,7  |
| 2 | Bạc        | Stefanie Böhler, Viola Bauer, Evi Sachenbacher-Stehle, Claudia Künzel (Đức)                     | + 10,0   |
| 3 | Đồng       | Arianna Follis, Gabriella Paruzzi, Antonella Confortola, Sabina Valbusa (Ý)                     | + 11,0   |
| 4 |            | Anna Dahlberg, Elin Ek, Britta Norgren, Anna Karin Strömstedt (Thụy Điển)                       | + 12,6   |
| 5 |            | Kristin Størmer Steira, Hilde Pedersen, Kristin Murer Stemland, Marit Bjørgen (Na Uy)           | + 34,1   |
| 6 |            | Helena Balatkova Erbenova, Kamila Rajdlova, Ivana Jeneckova, Katerina Neumannová (Cộng hòa Séc) | + 58,6   |
| 7 |            | Aino Kaisa Saarinen, Virpi Kuitunen, Riita Liisa Lassila, Kati Venalainen (Phần Lan)            | + 1:08,1 |
| 8 |            | Kateryna Grygorenko, Tatjana Zavalij, Vita Jakimchuk, Valentina Shevchenko (Ukraina)            | + 1:48,6 |

### 30 km
|   | Huy chương | Vận động viên                      | Thời giờ  |
| - | ---------- | ---------------------------------- | --------- |
| 1 | Vàng       | Katerina Neumannova (Cộng hòa Séc) | 1:22:25,4 |
| 2 | Bạc        | Julija Tchepalova (Nga)            | 1:22:26,8 |
| 3 | Đồng       | Justyna Kowalczyk (Ba Lan)         | 1:22:27.5 |
| 4 |            | Kristin Stormer Steira (Na Uy)     | 1:22:40.8 |
| 5 |            | Gabriella Paruzzi (Ý)              | 1:23:00.8 |
| 6 |            | Claudia Künzel (Đức)               | 1:23:02.1 |
| 7 |            | Valentina Shevchenko (Ukraina)     | 1:23:07.9 |
| 8 |            | Kristina Šmigun (Estonia)          | 1:23:22.5 |